# アチモタ級哨戒艇

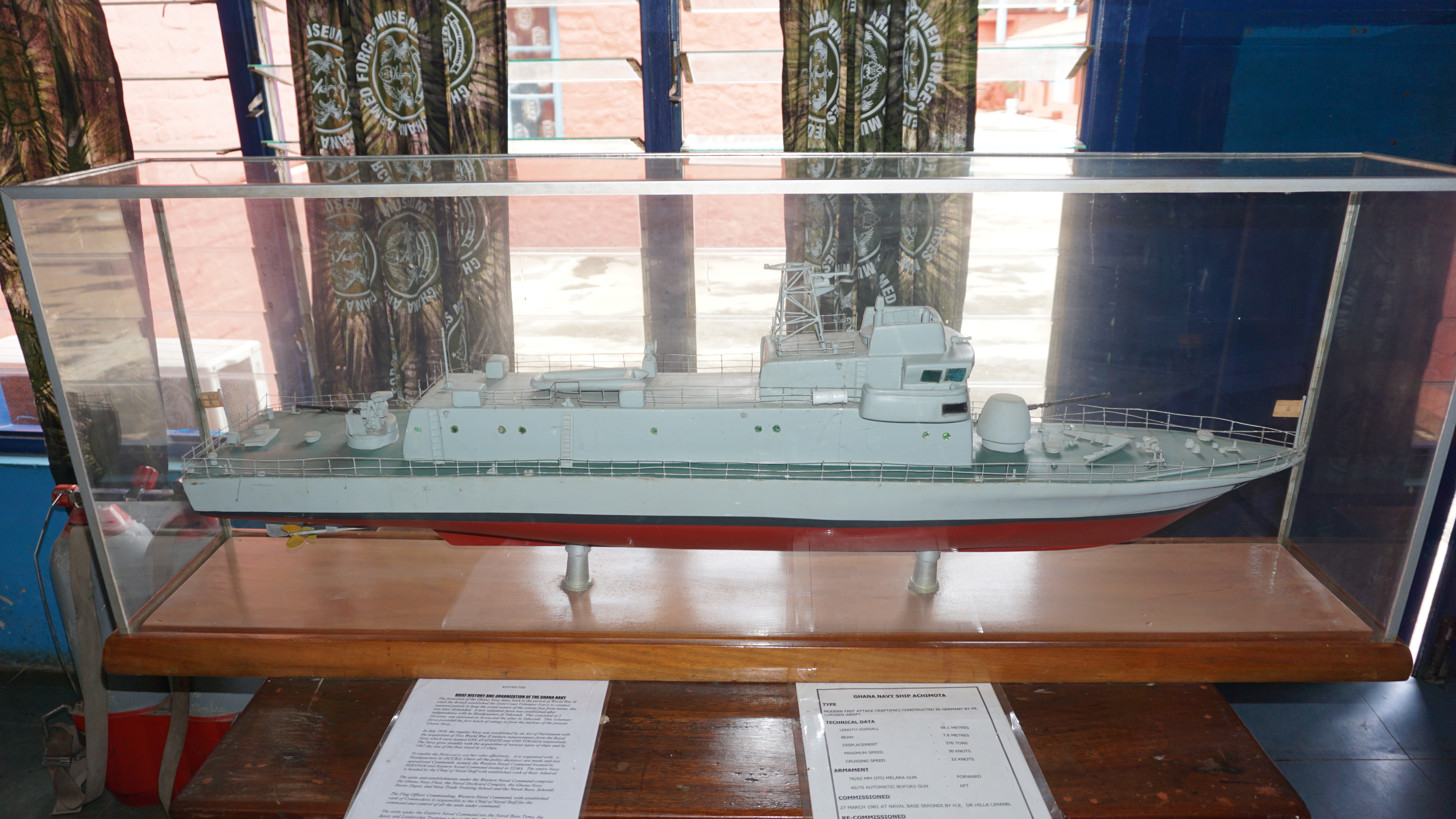
ガーナのフォート・クマシ博物館で展示されている本級の模型

アチモタ級哨戒艇（英語: Achimota-class）は、ガーナ海軍の哨戒艇の艦級。
1977年に、旧西ドイツのブレーメン-フェーゲザックにあるリュールセン社に2隻が発注され、両艦とも1981年に就役した。2023年時点で、いずれも現役である。

## 設計
漁業保護を主任務として設計された哨戒艇であり、PB57型と呼ばれる設計を採用している。これはリュールセン社による哨戒艇用の基本船体設計で、高速戦闘艇（ミサイル艇）用にFPB57型としても使用できた。主機関にはMTUフリードリヒスハーフェン製の16V538 TB91ディーゼルエンジン3基を搭載しており、3軸で推進する。最大速力は30ノットとする資料と、32ノットとする資料がある。
全体的にみると、本級は先進的な設計の船体に比較的低出力な機関と限定的な兵装・センサーを装備するという、発展途上国の海軍でしばしば採用される設計であった。

## 装備
主砲として艦首にオート・メラーラ コンパット 76mm砲塔を装備し、艦尾にブレダ 70口径40mm機関砲塔1基を装備している。

## 運用史
「ヨガガ」は、1989年5月にイギリスのスワン・ハンター社で大規模な改装を受けた。「アチモタ」は1992年8月にフランスのCMN社で同様の改装を受けており、同時に「ヨガガ」も同社で修理を受けている。

## 同型艦
| 番号 | 艦名              | 建造所       | 就役          | 現況 |
| ---- | ----------------- | ------------ | ------------- | ---- |
| P28  | アチモタ Achimota | リュールセン | 1981年3月27日 | 現役 |
| P29  | ヨガガ Yogaga     | リュールセン | 1981年3月27日 | 現役 |